# Ambasada Burkiny Faso w Berlinie
Ambasada Burkiny Faso w Berlinie (fr. Ambassade du Burkina Faso à Berlin) – misja dyplomatyczna Burkiny Faso w Republice Federalnej Niemiec.
Ambasador Burkiny Faso w Berlinie oprócz Republiki Federalnej Niemiec akredytowany jest również w Republice Estońskiej, Republice Litewskiej, Republice Łotewskiej i w Rzeczypospolitej Polskiej.